# Jefferson Starship
Jefferson Starship — американская рок-группа, сформированная в начале 1970-х годов. Их карьера и популярность достигли максимума в начале 1980-х. Группа — продолжение проекта Jefferson Airplane, концепция развития принадлежит участнику Полу Кантнеру.

## История

### Происхождение

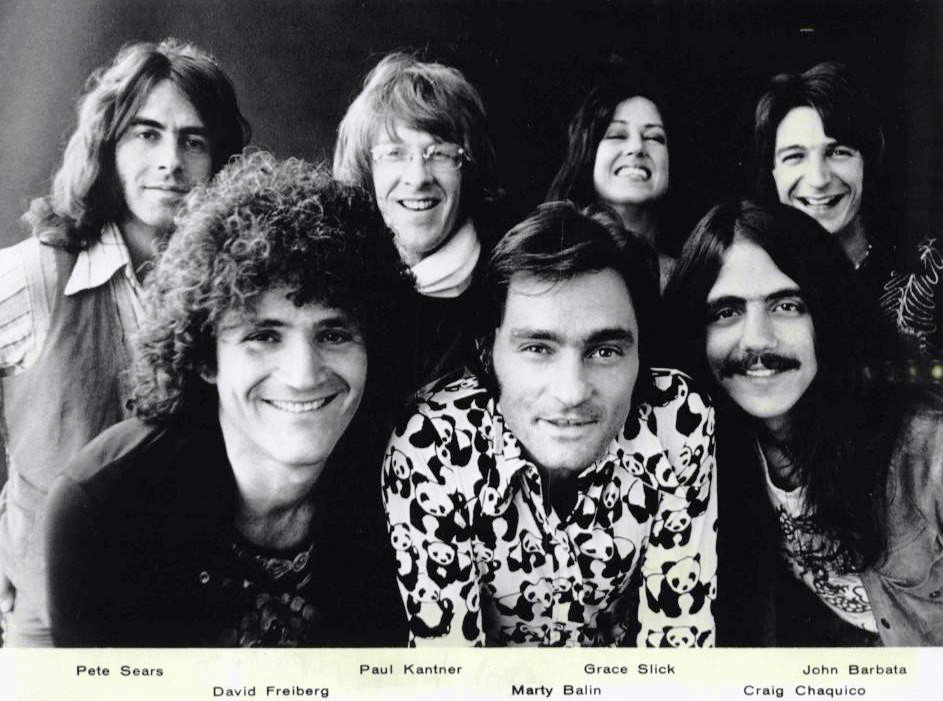
Состав 1976 года — Сирс, Фрайберг, Кантнер, Балин, Слик, Чакисо, Барбата

В 1970 году, во время распада Jefferson Airplane, часть музыкантов группы (Кантнер, Слик, Ковингтон и Кезеди) вместе с Грэмом Нэшем и Дэвидом Кросби, а также с участниками Grateful Dead Джерри Гарсией, Биллом Кройцманом и Микки Хартом выпустили альбом Blows Against the Empire, назвав коллектив Paul Kantner and Jefferson Starship, таким образом впервые использовав название Jefferson Starship, первоначально считая название одноразовым. Однако в 1974 году, с окончательным распадом Jefferson Airplane, Пол Кантнер восстановил имя Jefferson Starship. Также музыканты в этот период использовали неформальное название Planet Earth Rock and Roll Orchestra, которое Кантнер позднее использует для названия проектов в начале 1980-х годов.
В альбоме Blows Against the Empire Кантнер и Слик пели о группе людей, бегущих с Земли в угнанном космическом корабле. В 1971 году этот альбом был номинирован на престижную премию научной фантастики Hugo Award, что было редкой честью для музыкальной записи. В 2004 году журнал Rolling Stone назвал альбом «набором научно-фантастических песен, который теперь страдает от устаревшей концептуальности, но в своё время мог похвастаться экспериментальной изюминкой». В то время как этот альбом записывался, Кантнер официально оформил его роман с Грейс Слик; их дочь Чайна (China с англ. — «Китай») родилась вскоре после этого (позднее она стала известной благодаря работе на канале MTV).
Кантнер и Слик, совместно с Planet Earth Rock and Roll Orchestra, выпустили два последующих альбома: Sunfighter (альбом в защиту окружающей среды, выпущенный в 1971 году в ознаменование рождения Чайны) и Baron von Tollbooth & The Chrome Nun в 1973 году, названный по прозвищам, которые Дэвид Кросби дал паре.
В начале 1974 года Слик выпустила свой первый сольный альбом Manhole. Именно в альбоме Manhole Кантнер и Слик работали с Питом Сирсом, который сопроизводил альбом Кэти МакДональд в той же самой студии. Он написал и сделал запись песни «Better Lying Down» со Слик и играл на басе в песне «Epic #38». Именно во время этой сессии в студии Уолли Хайдер в Сан-Франциско Пол сначала попросил Пита, чтобы тот играл с новой группой, которую он формировал, которую позже окрестили «Jefferson Starship». Пит Сирс должен был возвратиться в Англию, чтобы играть для альбома Рода Стюарта «Smiler», таким образом Йорма Кауконен, брат Питера Кауконена, стал играть с группой в начале 1974 года, пока Сирс не возвратился в Соединённые Штаты и не заменил его в Jefferson Starship в июне 1974.
Кантнеру приписывают[кто?] открытие гитариста Крейга Чакисо, который сначала появился в Sunfighter и играл с Кантнером, Слик и их группами, затем в Starship в 1990-х, а позже предпринял успешную карьеру соло как джазмен.

### Уход и возвращение Грейс Слик
Следующий альбом — Spitfire — был выпущен в июне 1976 года и стал платиновым. Альбом Earth вышел в 1978 году.
Нежелание Балина совершать тур держало группу на месте больше года, и алкоголизм Грейс Слик становился все более очевидным, и привёл к двум провальным концертам в Германии в июне 1978 года. На первом из них, поклонники группы вышли на сцену, после того как Слик и группа были не в состоянии появиться на публике. На втором концерте Слик, в пьяном оцепенении, потрясла аудиторию, грубо ругаясь и делая сексуальные отступления в большинстве спетых ею песен. Она также напомнила немецкой аудитории, что их страна проиграла Вторую мировую войну, неоднократно спрашивая, «Кто выиграл войну?» И сказала, что все жители Германии были ответственны за военные злодеяния нацистов. После этого Кантнер попросил уйти Грейс Слик из группы.
К концу 1978 года Jefferson Starship (уже без Слик) записали альбом Light the Sky on Fire и их альбом суперхитов Gold. Незадолго до выпуска альбома Gold Балин также покинул группу, оставив Кантнера и компанию в поисках нового ведущего певца. Микки Томас присоединился к группе в апреле 1979 году. Барбата был серьёзно травмирован в автомобильной катастрофе в октябре 1978 года и был заменён на Энсли Данбара, который ранее играл с группой Journey. После выпуска Freedom at Point Zero группа совершила тур вместе с присоединившимся саксофонистом Стивом Шустером.
В начале 1981 года Слик возвратилась в группу, сначала чтобы спеть в одной песне альбома Modern Times, но после этого осталась в группе и работала над их следующими двумя альбомами Winds of Change (1982) и Nuclear Furniture (1984). Важным изменением в составе группы между этими двумя альбомами был уход Данбара в августе 1982 года, он был заменён на Донни Болдуина. В то время группа начала с энтузиазмом охватывать аудиторию по видео, делая сложные видеоклипы, типичные для групп той эры. Слик часто появлялась на MTV и таких ориентируемых на музыку телешоу как Solid Gold, делая группе хорошую рекламу. Хотя альбомы Jefferson Starship той эры были не особенно успешны, группа оставалась коммерчески окупаемой. В течение этого года поклонница группы Патрисия Ланг помогла установить большую группу поддержки (англ. groupie following), с более чем одним миллионом поклонников, использующих услуги BBS, что в то время казалось очень прогрессивным явлением.

### Starship

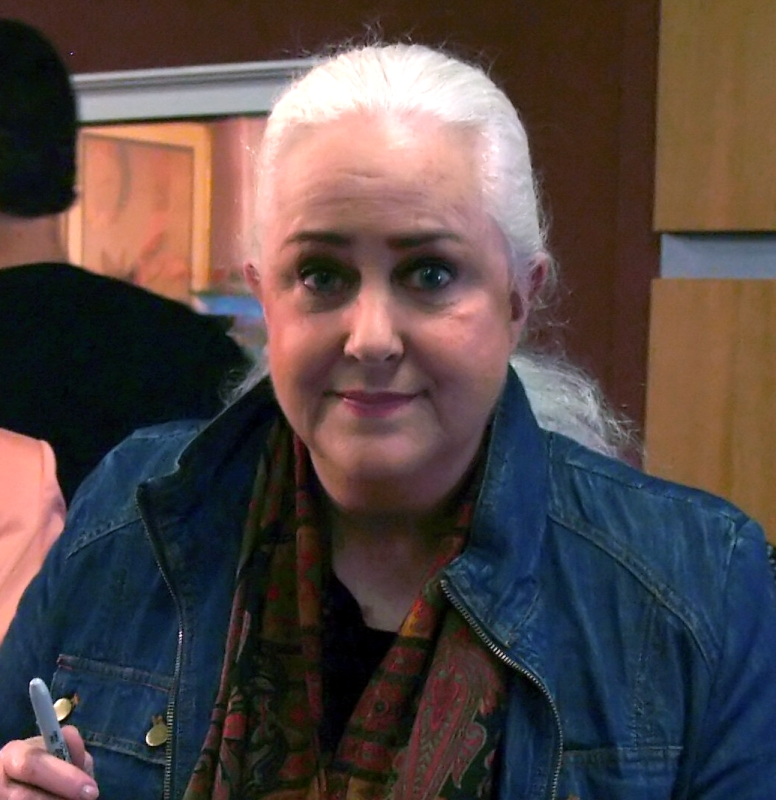
Грейс Слик в 2008 году

В июне 1984 года Пол Кантнер, последний из основателей Jefferson Airplane, оставил Jefferson Starship, а затем подал в суд по поводу прав на название Jefferson Starship против всех бывших членов группы. Провалившись в суде Кантнер подписал соглашение, что никакая сторона не будет использовать названия «Jefferson» или «Airplane» если все члены Jefferson Airplane, Inc (Билл Томпсон, Пол Кантнер, Грейс Слик, Йорма Кауконен, Джек Кейседи) не согласятся. На время процессуальных действий группа сменила название на Starship Jefferson, но в конечном итоге название было уменьшено до Starship. Фрайберг остался с группой после судебного процесса и посетил первые студийные сессии для следующего альбома. Он расстраивался из-за сессий, потому что вся работа клавишных в студии делалась Питером Вольфом.
Фрайберг покинул группу, и следующий альбом был закончен с пятью оставшимися участниками. В 1984—1986 годах Габриэль Кантона играл в турах на клавиатуре и саксофоне. Следующий альбом — Knee Deep in the Hoopla — был выпущен в октябре 1985 года. К тому времени как был выпущен альбом No Protection, басист и клавишник Пит Сирс оставил группу. Для тура, посвящённого No Protection, Бретт Блумфилд был введён как новый клавишник.
В 1987 году песня «Nothing’s Gonna Stop Us Now» возглавила национальные хит-парады Америки и Великобритании. Войдя в саундтрек фильма «Манекен», песня принесла ему сразу несколько номинаций в категории «Лучшая песня» различных кинопремий, включая «Золотой глобус» и «Оскар».
Грейс Слик оставила Starship в 1988 году, присоединившись лишь для записи одного альбома в 1989 году, прежде, чем объявить, что она уходит из музыки. Когда Кантнер, Слик и Фрайберг оставили группу, все новые и остающиеся участники были моложе её более чем на десятилетие. По сей день Слик утверждает, что старые люди «не подходят для сцены рок-н-ролла».
После этого Томас стал единственным ведущим певцом в группе. Группа выпустила альбом Love Among the Cannibals в августе 1989 года. 24 сентября того же года, в то время как группа была на шоу в Скрентоне (Пенсильвания), Донни Болдуин серьёзно ранил в драке Микки Томаса, так что Томас был вынужден подвергнуться восстановительной лицевой хирургии, а Болдуин был уволен.

### Распад
Группа продолжала совершать тур в поддержку альбома Love Among the Cannibals с новыми барабанщиком Кенни Стариполусом и резервными певицами Кристиной Мэри Сакстон и Мелисой Кери. По окончании тура в 1990 году Чакисо, последний из оригинальных участников Starship, подал в отставку.
Томас восстановил Starship в 1992 году как Mickey Thomas' Starship (другой вариант — Starship featuring Mickey Thomas). В том же году Кантнер также восстановил название Starship, как Jefferson Starship — The Next Generation. В ноябре 2010 года Микки Томас объявил на своем веб-сайте, что новый альбом Starship будет выпущен в январе 2011 года.

### Next Generation

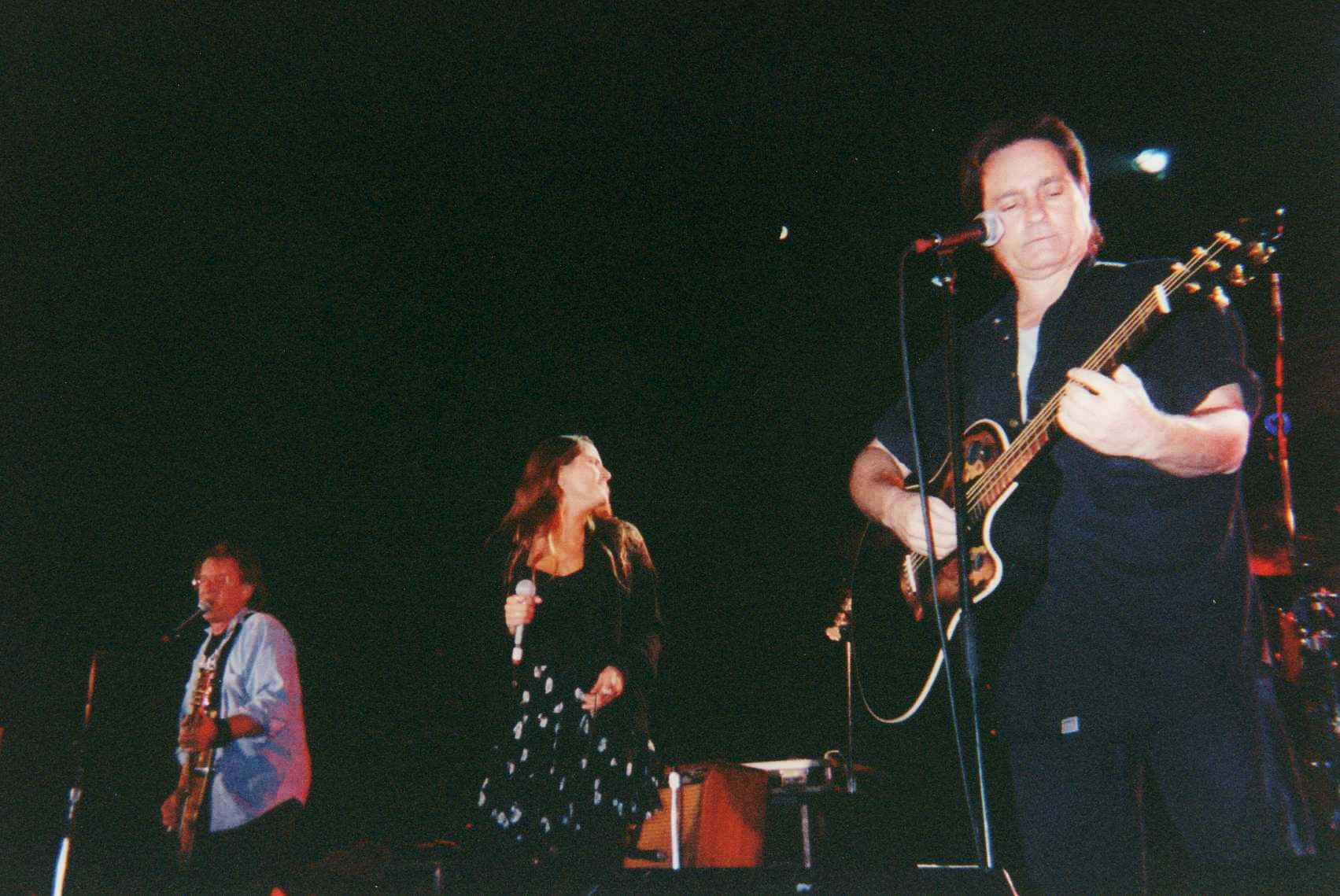
1996-Пол Кантнер, Диана Мангано, Марти Балин

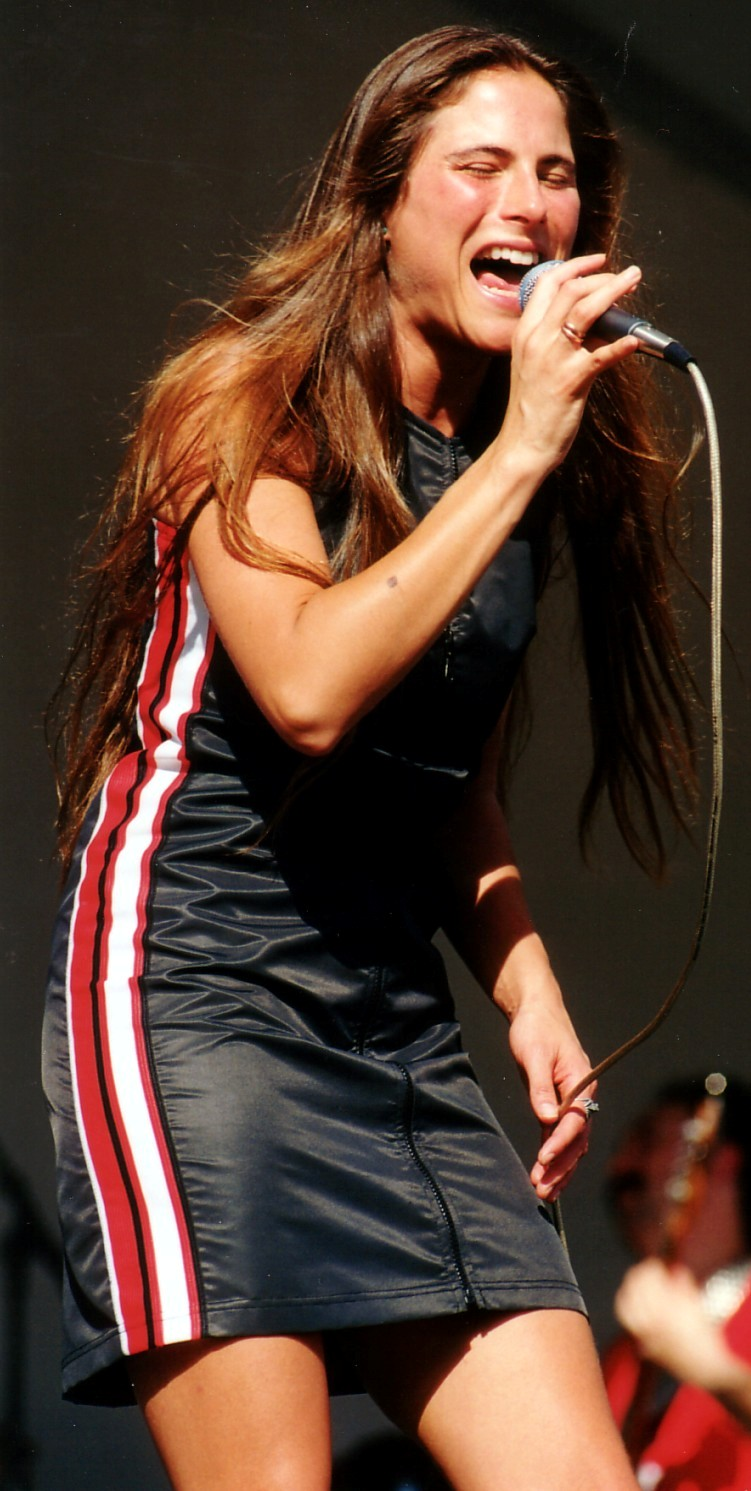
Мангано в 2006

В 1992 году Кантнер основал группу Jefferson Starship — The Next Generation, которая время от времени включала прежних артистов из Jefferson Airplane и Jefferson Starship. После первых двух лет группа удалила приставку «The Next Generation» и продолжала выступать как Jefferson Starship. В 1993 году Марти Балин воссоединился с Jefferson Starship, после 15-летней отлучки из группы. Папа Джон Крич умер в феврале 1994 года, спустя неделю после тура по Европе. Одновременно молодая вокалистка Диана Мангано присоединилась к группе.
В 1995 году Starship выпустили концертный альбом Deep Space / Virgin Sky. Альбом включил восемь новых и семь классических мелодий. Слик присоединилась к группе для исполнения пяти песен, «Lawman», «Wooden Ships», «Somebody To Love», «White Rabbit» и «Volunteers». В 1999 году Starship выпустили Windows of Heaven со Слик на бэк-вокале в одной песне.
Балин продолжал в качестве полностью занятого члена воссоединённой группы до 2003 года и все ещё иногда присоединяется к ним на концертах. Кейседи оставался участником до 2000 года и также (с 1983 года) играл с Йормой Кауконеном в воссоединённом коллективе Hot Tuna. Горман ушел в 1995 г. и был заменён на Гэри Камбра, Барри Фласта и затем на T. Лавитца, который остался с группой для записи «Windows of Heaven», но был заменён Крисом Смитом из Supremes перед выпуском альбома. В 2005 году, спустя двадцать лет после ухода, Дэвид Фрайберг воссоединился с группой Jefferson Starship и сыграл три песни на NBC 30 июня 2007 года.
Мангано заменили на Кэти Ричардсон в начале 2008 года, а Принс был заменён возвратившимся Болдуином.
В марте и мае 2008 года были записаны треки нового альбома Jefferson’s Tree of Liberty, выпущенного 2 сентября 2008. В дополнение к текущим участникам Слик сделала бонус-трек к альбому.
В июле и августе 2008 года они отправились в британский тур, включая три ночи в клубе 100 Club в Лондоне и выступили на фестивале Rhythm Festival.
В 2009 году группа совершила поездку как часть мероприятия Heroes of Woodstock tour с Джеффом Певаром (Jazz Is Dead, Crosby, Pevar & Raymond) на басе. Другими музыкантами в этом туре были такие группы, как Canned Heat, Ten Years After, Кантри Джо Макдональд, Tom Constanten, Big Brother and the Holding Company, Мелани, John Sebastian, Mountain, Quicksilver Messenger Service и Levon Helm Band, хотя не все появлялись на каждом шоу.
В 2012 году многолетний гитарист Слик Агилар покинул группу из-за заболевания гепатитом C, ему на замену был принят Джуд Голд.
После смерти Кантера в январе 2016 года Jefferson Starship продолжили тур с оставшимися музыкантами: Дэвидом Фрайбергом, Донни Болдуином, Крисом Смитом, Джудом Голдом и Кэти Ричардсон.
21 августа 2020 года вышел EP группы — Mother of the Sun. В написании одной из песен альбома приняла участие Грейс Слик.

## Дискография
- Blows Against the Empire (1970) (под именем Paul Kantner and Jefferson Starship)
- Dragon Fly (1974)
- Red Octopus (1975)
- Spitfire (1976)
- Earth (1978)
- Freedom at Point Zero (1979)
- Modern Times (1981)
- Winds of Change (1982)
- Nuclear Furniture (1984)
- Knee Deep in the Hoopla (1985) (под именем Starship)
- No Protection (1987) (под именем Starship)
- Love Among the Cannibals (1989) (под именем Starship)
- Windows of Heaven (1998)
- Jefferson’s Tree of Liberty (2008)
- Mother of the Sun (2020)